# Vincent D'Onofrio
Vincent Philip D'Onofrio, född 30 juni 1959 i Brooklyn i New York, är en amerikansk skådespelare, regissör, producent och manusförfattare. Han är känd för sina roller som Leonard "Gomer Pyle" Lawrence i Full Metal Jacket (1987), Edgar the Bug i Men in Black (1997), Det. Robert Goren i Law & Order: Criminal Intent (2001-2011), och Wilson Fisk / Kingpin i Daredevil (2015–2018) och Hawkeye (2021).

## Filmografi (i urval)
- 1987 – Full Metal Jacket
- 1988 – Tre tjejer
- 1989 – Dödsmatchen
- 1991 – Kärlekens val
- 1994 – Ed Wood
- 1995 – Strange Days
- 1997 – Men in Black
- 1998 – Pelham 1-2-3 kapat
- 1999 – The Thirteenth Floor
- 2000 – The Cell
- 2001–2007 – Law & Order: Criminal Intent (TV-serie)
- 2005 – Thumbsucker
- 2006 – The Break-Up
- 2008 – The Narrows
- 2008 – Cadillac Records
- 2009 – Brooklyn's Finest
- 2012 – Sinister
- 2013 – Escape Plan
- 2014 – The Judge
- 2015 – Run All Night
- 2015 – Jurassic World
- 2015–2018 – Daredevil (TV-serie)
- 2016 – The Magnificent Seven
- 2017 – Rings
- 2017 – Death Wish
- 2021 – Hawkeye (TV-serie)
- 2024 – Echo (TV-serie)
- 2025 – Caught Stealing
- 2025–2026 – Daredevil: Born Again (TV-serie)